# Cataratas del Iguazú International Airport
Cataratas del Iguazú International Airport är en flygplats i Argentina.   Den ligger i provinsen Misiones, i den nordöstra delen av landet, 1 100 km norr om huvudstaden Buenos Aires. Cataratas del Iguazú International Airport ligger 279 meter över havet.
Terrängen runt Cataratas del Iguazú International Airport är huvudsakligen platt. Cataratas del Iguazú International Airport ligger uppe på en höjd. Närmaste större samhälle är Puerto Iguazú, 18,3 km nordväst om Cataratas del Iguazú International Airport.
I omgivningarna runt Cataratas del Iguazú International Airport växer i huvudsak städsegrön lövskog. Runt Cataratas del Iguazú International Airport är det ganska glesbefolkat, med 27 invånare per kvadratkilometer.